# リュートを弾く天使
『リュートを弾く天使』（リュートをひくてんし、イタリア語: Putto che suona、または、Angiolino musicante）は、ロッソ・フィオレンティーノの油彩の板絵 (39x47 cm) で、1521年と記されており、フィレンツェのウフィツィ美術館が所蔵している。作品にはラテン語で「Rubeus Florentinus（ルベウス・フローレンティヌス）」と署名があり、「1521」と不確かながら読み取れる年次が記されている。

## 名称
日本語では『リュートを弾く天使』 のほか、『リュートを奏する天使』、『リュートを奏でる天使』、『奏楽の天使』 などと称されることがある。
イタリア語の名称である『Putto che suona』は「奏でるプット」、『Angiolino musicante』は「音楽する小天使」といった意味である。

## 歴史
この絵は、1605年6月29日にウフィツィのトリブーナに収蔵され、ロッソ・フィオレンティーノの作品とされたが、その後、1635年-1638年、1704年、1753年の所蔵目録ではドメニコ・ベッカフーミの作とされ、1784年からはフランチェスコ・ヴァンニ作とされた後、1825年以降は再びロッソ作とされるようになった。
この作品は、長い間、単独の作品であると考えられていたが、2000年の修復の際に赤外分光法によってこの作品がより大きな作品の一部を成す断片であったことが判明した。暗く塗りつぶされた背景の下地には、階段の途中に座る天使が描かれた痕跡があり、おそらくそれは聖母子の玉座の足元に位置していたものと思われる。画面の右下には、部分的に掠れたロッソの署名と年次が発見された。画家は「florent[inus]」と署名しており、画家が故郷を離れて旅に出ていた途中、おそらくヴォルテッラで描かれた可能性が高いことが、かろうじて読み取れる1521年の年次から判断される。

## 描写
画面には、翼をもつ子どもが、自分の背丈よりも大きいほどの楽器リュートにもたれかかるように描かれており、愛情に満ちた決意と完全な集中心をもって弾こうとしている様が描かれている。翼や頬、鼻の先端には赤が配色され、顔色や翼の羽では、半音階のオーケストレーションのように冷たい色調と交互に組み合わされており、楽器の木の質感は温もりを感じさせる。くせ髪の巻き毛は、画家の伝統に囚われない、自在な表見を見てとることができる。特に素晴らしいのは、例えば、陰の側にあたる左の翼に、一筆の長い白線を入れることで、輪郭を明瞭にする、自在な照明効果である。

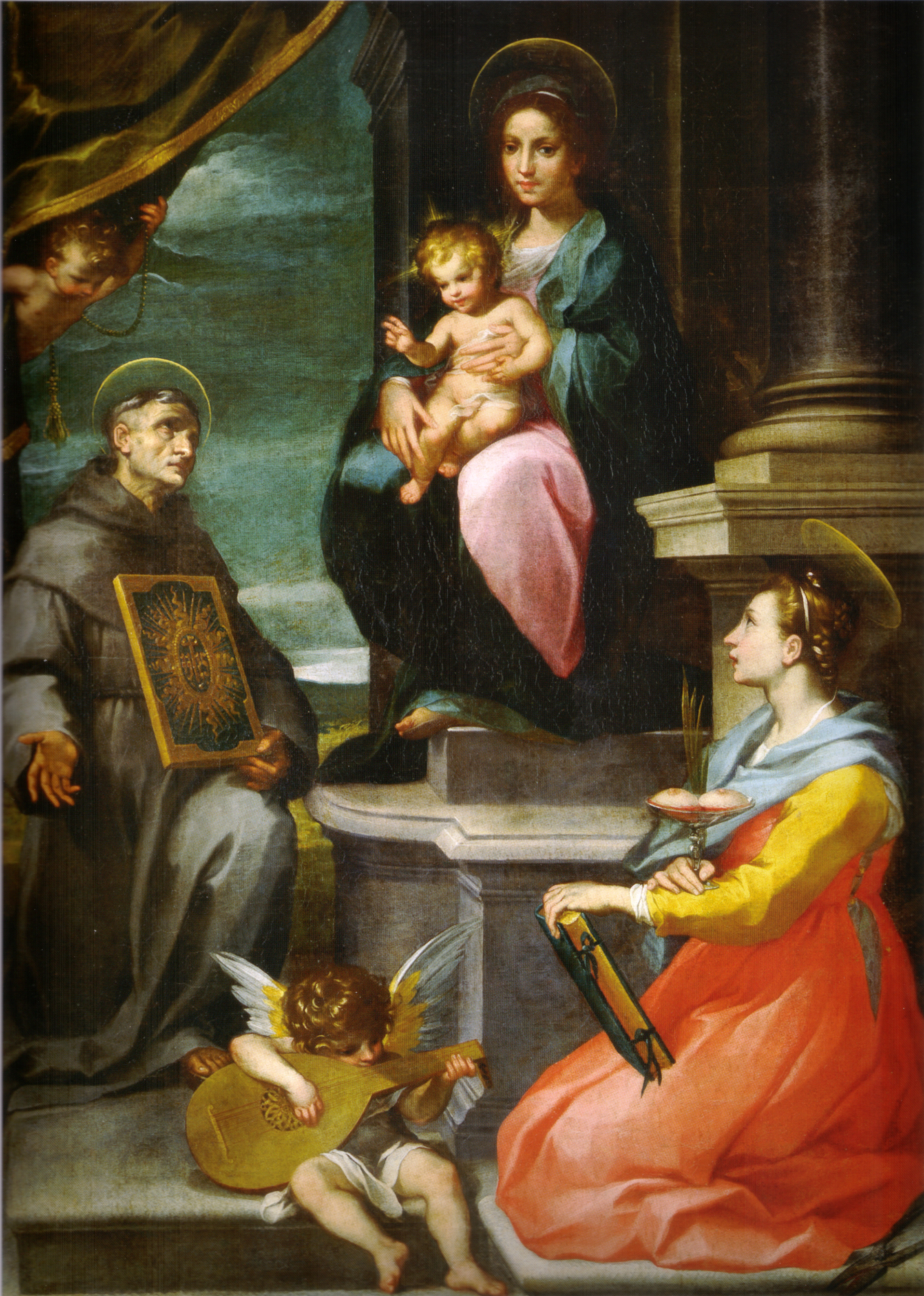
アシャーノにある、フランチェスコ・ヴァンニ作の祭壇画、1600年ころ。画面下部にリュートを持つ天使が書き込まれている。

この作品をオリジナルとして、後から引用した作例に、1600年頃、アシャーノの聖アガタ協同教会（Collegiata di Sant'Agata：後のBasilica di Sant'Agata）にフランチェスコ・ヴァンニが描いた祭壇画があり、そこには同じ姿勢の天使が描き込まれている。